# しあつ野郎
しあつ野郎（しあつやろう、1977年12月23日 - ）は、日本のピン芸人。本名、芝田 昭吾。
愛知県出身。吉本興業東京本社（東京吉本）所属。東京NSC6期生。血液型O型。身長174cm、体重100kg。

## 略歴・芸風
- 本人の特技である指圧からヒントを得て、将来に必要とされる時が来る事への願いを込めて『指圧野郎』と芸名を決めたが、指圧はあまり上手くない。
- 中学時代から大学時代まで柔道をしており、段位は3段。東海大学[1]時代も柔道部に所属しており、井上康生の1年先輩に当たる[2]。
- 物真似が得意である。特に、オール巨人の物真似は、巨人自身もその物真似を気に入っており「オール巨人公認」となっている。他の物真似のレパートリーには、木村明浩（バッファロー吾郎）、ケンドーコバヤシ、宮川大輔、ジョン・カビラ、アジャ・コング、水野晴郎、レイザーラモンRG、今別府直之、などがある。過去には、石立鉄男や久保田利伸の物真似もしていた。
- R-1ぐらんぷり2008では、2回戦進出。
- デビュー当時、2001年7月、グランジ結成前の佐藤大と1ヶ月だけ「賞金首」というコンビを組み、活動していた。ちなみに佐藤とは元同居人という関係でもあった。
- 2008年7月29日に芸名を『指圧野郎』から『しあつ野郎』に改名した[3]。
- 現在の住まいであるマンションは、過去に木村祐一、宮迫博之、宮川大輔が住んでおり、その後売れっ子になった事から「芸人成り上がり御殿」と呼ばれている。ちなみに、宮川の次は水玉れっぷう隊のアキが住んでいた。

## 出演

### テレビ
- エンタの天使（日本テレビ系）-「しあつ野郎」名義で出演。キャッチコピーは「しあつ野郎16歳、まだ誰のものでもありません」
- お笑いメリーゴーランド（TBS系） - 第2回出演
- 本番で〜す!（テレビ東京） - 2007年8月11日（第17回）、舞台進行
- はねるのトびら（フジテレビ系）-スターだらけの大運動会に出演。
- 虎の門（テレビ朝日系） - 2008年6月7日『あの人ならこんなこと言いそうだな選手権』
- AKB0じ59ふん!（日本テレビ） - 2008年6月30日『本物のお笑い芸人を的チューせよ』
- やりすぎコージー（テレビ東京系）
- 〜本人発信バラエティ〜 てっぺん!（ヨシモトファンダンゴTV）
- 関根&優香の笑うシリーズ（テレビ朝日系）
- ナイトinナイトごきげん!ブランニュ（ABC） - 復活パラ軍団
- 松本見聞録（TBS系） - 2008年11月9日『ギャグ数珠つなぎ』
- 新春ホワイトカーペット（フジテレビ） -「しあつ野郎」名義で出演。キャッチコピーは「しあつ野郎16歳、まだ誰のものでもありません」
- ダウンタウンのガキの使いやあらへんで!!(日本テレビ) - 2009年1月18日『山-1グランプリ』
- よしもとモノマネGP（毎日放送、2009年2月21日） - オール巨人部門大賞受賞
- ジャイケルマクソン（毎日放送）- 『氷の微笑』コーナーに出演。シベリア文太らと共にスベリ芸でブレークした。
- 爆笑レッドカーペット（フジテレビ） -「しあつ野郎」名義で出演。キャッチコピーは「押せば笑いの泉湧く」
- 踊る!さんま御殿!!（日本テレビ、 2010年7月13日） - 『先輩後輩大暴露SP』でチャド・マレーンとともに出演。

### ラジオ
- 田村淳のオールナイトニッポンいいネ!（ニッポン放送、2003年）　－　不定期に、番組に度々乱入していた。

### 映画
- YOSHIMOTO DIRECTOR'S 100「Honeystar」吉本興業

### イベント
- ダイナマイト関西
- バトルオワライヤル
- LIVE STAND
- 新ネタバトル!Bリーグ